# 本迹寺 (新宿区)
本迹寺（ほんじゃくじ）は、東京都新宿区にある日蓮宗の寺院。

## 歴史
1626年（寛永3年）、山中喜平次の開基である。喜平次の子孫は当地の名主になっている。開山は了本院日清で、実は喜平次の次男である。そのことから、山中家は江戸時代初期から当地の有力者であったことが推測できる。
元々は、現在の市谷に位置していたが、その後青山に移転、1664年（寛文4年）に現在地に移転した。
かつては「法雲院」という塔頭を擁していた。

## 交通アクセス
- 信濃町駅より徒歩6分。